# Quartiers de Toulon
Cet article détaille les différents quartiers de la ville de Toulon, en région Provence-Alpes-Côte d'Azur, dans le département du Var.

## Grands quartiers

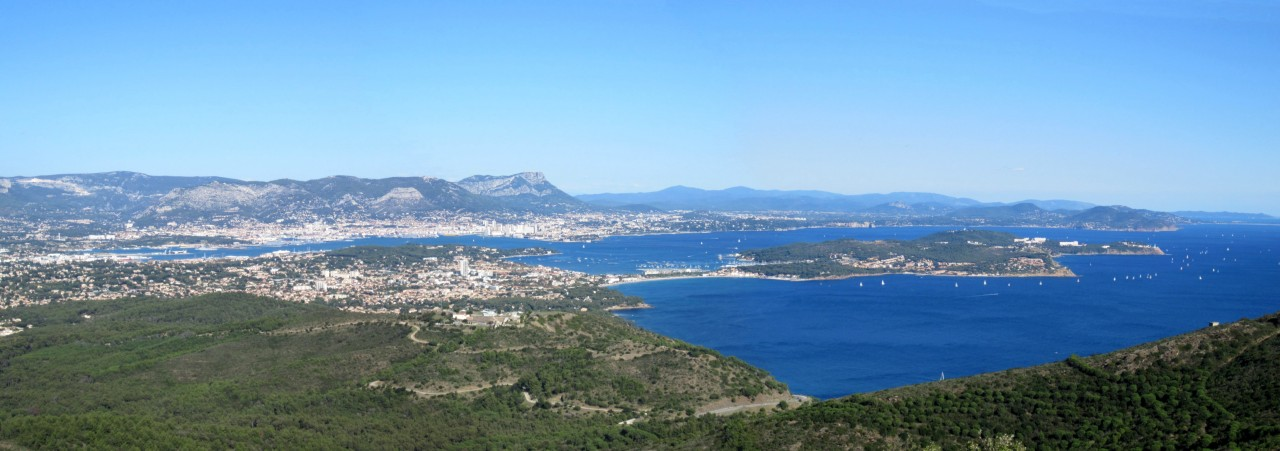
Agglomération toulonnaise vue depuis Notre-Dame-du-Mai.

### Centre-ville

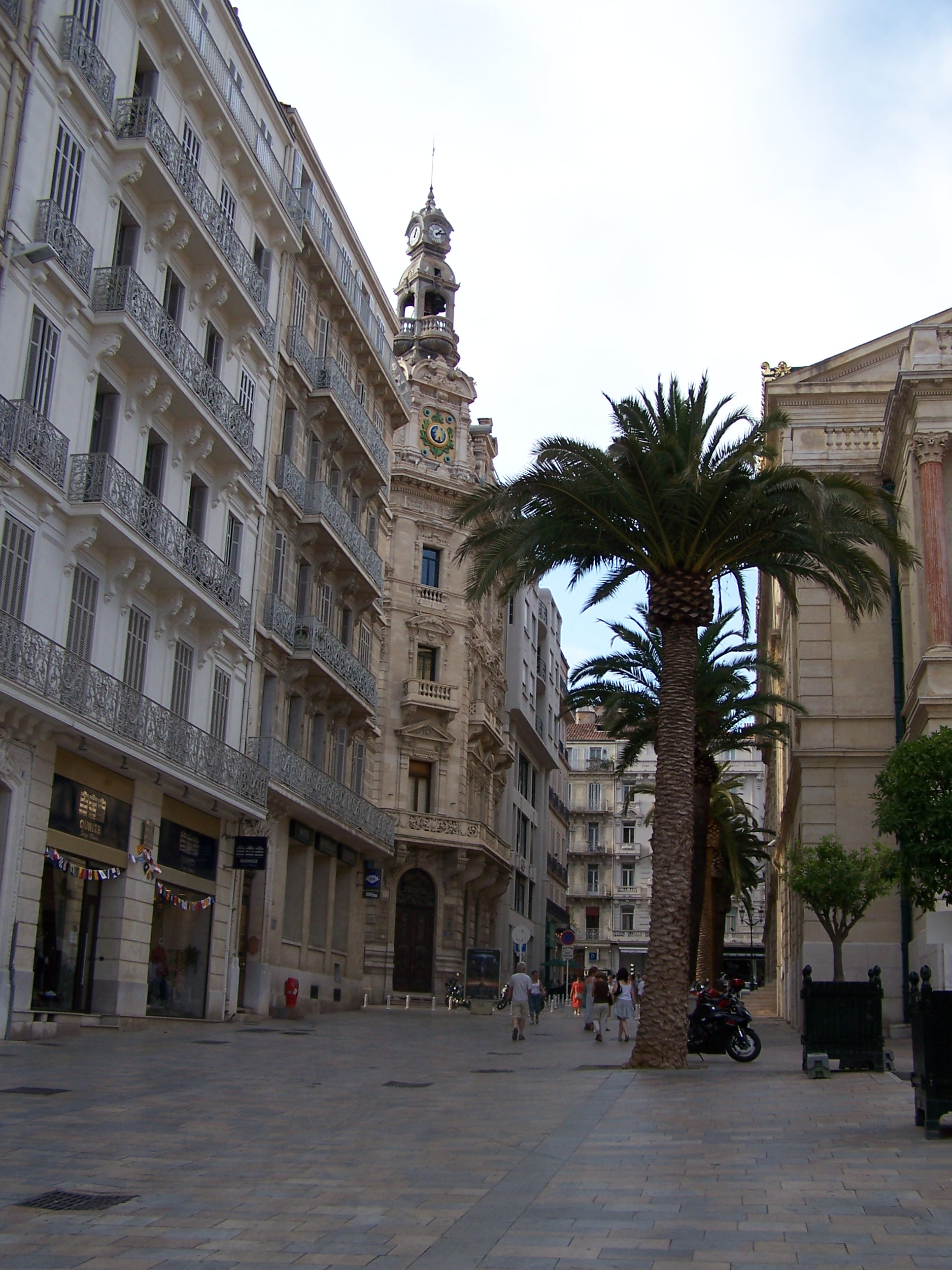
Immeuble près de l'opéra.

Le centre-ville est délimité au nord par le boulevard Commandant-Nicolas, au sud par l'avenue de la République, à l'ouest par l'avenue des Dardanelles et à l'est par l'avenue Franklin-Roosevelt et l'avenue Commandant-Marchand. Le centre est séparé en deux principaux quartiers : la ville-basse, au sud du boulevard de Strasbourg et la ville-haute, au nord du même boulevard.
Le boulevard de Strasbourg est le principal axe de la ville, bâti dans un style haussmannien. Il concentre les grands magasins et les grands équipements de prestige (opéra, hôtel des arts, musée d'art et cinémas) et des banques. Il borde la place de la Liberté, épicentre de la vie toulonnaise.
La basse-ville est le quartier médiéval, commerçant, quasi entièrement piéton, densément bâti, sur un espace de 23 hectares. On y retrouve le marché provençal du cours Lafayette et ses spécialités locales comme la cade (socca) et le chichi frégi. Ce marché a inspiré une chanson de Gilbert Bécaud (Les marchés de Provence). Cette partie du centre est caractérisée par un enchevêtrement de ruelles étroites, traverses, passages, placettes ombragées remontant à l'époque médiévale. Il faut noter le quai de Cronstadt et le port qui présentent un intérêt touristique certain. Les immeubles de la frontale du port (issus de la reconstruction d'immédiate après-guerre), ainsi que ceux du quartier du Port-Marchand (et l'immeuble de la Caisse d'Épargne situé place de la Liberté) sont classés « patrimoine du XXe siècle » depuis 2007. La basse-ville a connu depuis les années 1970 une forte dégradation de ses immeubles et une forte paupérisation de ses résidents et de ses commerces. Depuis une dizaine d'années, la municipalité s'efforce de rénover cette partie du centre (ANRU, zone franche), avec un succès mitigé,, en particulier dans le centre ancien qui reste dégradé.
La ville haute est la partie haussmannienne du centre. Préfet du département jusqu'en 1851, le baron Haussmann avait pour ambition de restructurer Toulon. Par manque de temps, Haussmann n’est pas intervenu directement et fit part de ses constatations à Napoléon III. Il faudra attendre 1852 pour que l’empereur se déplace à Toulon et ordonne le commencement des travaux. Mais Haussmann va tout de même suivre l’agrandissement de la ville. À Toulon, contrairement à Paris, on a peu détruit (en dehors des remparts), on s’est surtout contenté d’agrandir le centre ancien en faisant reculer la campagne et en créant la haute ville. Ainsi, on dote Toulon d’importants boulevards et autres avenues. La première sera celle descendant de la nouvelle gare (avenue Vauban) jusqu’à la place Royale (actuelle place d’Armes). On tracera également le boulevard de Strasbourg (anciennement boulevard Napoléon-III) et Léon Feuchère réalisera l’Opéra de la ville. Celui-ci compte 1 750 places en 1862 et est le plus important opéra à l’italienne de France. Charles Garnier en fera son prototype pour l’Opéra qu’il élaborera à Paris la même année. La ville-haute a connu une dégradation depuis les années 1970 moins forte que la ville-basse. Elle reste, dans ses rues droites et ses élégantes avenues, le quartier des professions libérales, des grandes brasseries et des restaurants gastronomiques, offrant de vastes appartements bourgeois à ses résidents.

### Les faubourgs
Toulon compte quatre principaux faubourgs, qui constituent, avec le centre, le grand centre urbain de l'agglomération :
- au sud-est Le Mourillon, ancien quartier de pêcheurs[7] qui abrite également l'arsenal du Mourillon depuis le XVIIIe siècle, aujourd'hui résidentiel avec La Mitre habité par de nombreux officiers de marine et commerçants et plus populaire autour du boulevard de Bazeilles et de la rue Lamalgue. Il est aussi un important quartier de vie nocturne ;
- entre le Mourillon et l'autoroute A57, La Rode est un ancien bidonville où notamment Django Reinhardt passa sa jeunesse. C'est aujourd'hui un quartier populaire rempli de grands immeubles résidentiels construits dans les années 1970[8]. Le quartier de la Rode abrite des commerces mais également de nombreuses administrations comme La Poste, un commissariat, le siège de Métropole Toulon Provence Méditerranée (TPM) ou encore le lycée Dumont-d'Urville, un des plus grands de France. Le quartier a également pris la place des anciens abattoirs qui avaient été endommagés par les bombardements de 1943. Une passerelle piétonne enjambe l'avenue Roosevelt et relie ce quartier au centre commercial Mayol qui se situe près du port ;
- Saint-Jean-du-Var, faubourg populaire de l'est[9], à partir de Porte d'Italie et de la place du Champ de Mars, offrant une grande mixité sociale, structuré par son principal axe commerçant (axe Cuzin – Joffre). Dans son prolongement, au-delà du pont de chemin de fer, le quartier de Font-Pré plus résidentiel, et lui aussi commerçant le long de l'avenue Picot.
- le Pont-du-Las, faubourg populaire de l'ouest[9]: résidentiel, commerçant, organisé autour de l'avenue du XVe Corps. Il propose un marché place Bidouré devant son église typique, ainsi qu'une des médiathèques de Toulon. Dans son prolongement, le quartier de Bon Rencontre est résidentiel, et lui aussi commerçant, autour du boulevard du Général-Brosset et de l'avenue Aristide-Briand. On y retrouve le Stade Bon Rencontre

### Sud-Ouest
- la Beaucaire, un quartier populaire de Toulon[10] se situant à l'extrémité ouest de la ville. Il comprend une cité de taille importante construite dans les années 1960 pour donner plus de confort, d’espace, de modernité, de logements, à ses habitants dans un nouveau quartier. Ce quartier est aujourd'hui défavorisé et est en quartier prioritaire de la politique de la ville[11]. Il est desservi par la ligne 1 ;
- les quartiers du Pont-Neuf, du Pont-de-Bois, de la Rivière-Neuve sont des quartiers résidentiels construits le long de la rivière couverte ; Dans ce périmètre se situe la cité de la Marquisanne ainsi que le HLM Mon Paradis, constitué de petites maisons comparables à la Paternelle à Marseille.
- l'Escaillon, les Arènes et Valbertand sont trois quartiers résidentiels se situant entre le pont Neuf et la Beaucaire tandis que la Florane est une cité de taille importante se situant entre Valbertrand et la Beaucaire.
- Pontcarral est une grande cité HLM située à l'immédiate entrée ouest de l'autoroute A50 à destination de Marseille. Ses barres d'immeuble blanches très volumineuses et assez délabrées marquent l'œil du voyageur de passage. Elles rappellent "Gli vele" ("les voiles") de la Scampia à Naples. Elle compte 1 400 habitants en 2020 pour un taux de pauvreté de 71 %, le plus élevé de la ville[12].
- Le boulevard Aristide Briand qui coupe en deux le quartier de Bon Rencontre est prolongé au delà de Pontcarral sous l'autoroute A50 en direction de la Seyne-Sur-Mer. Le quartier traversé par le boulevard Aristide Briand prolongé (selon la nomenclature en vigueur) se nomme Lagoubran. C'est un quartier ouvrier assez délabré où se trouve l'usine d'incinération de Toulon. On peut y trouver également un bar PMU et un petit terrain de boule, ainsi qu'un restaurant-salle de concerts.

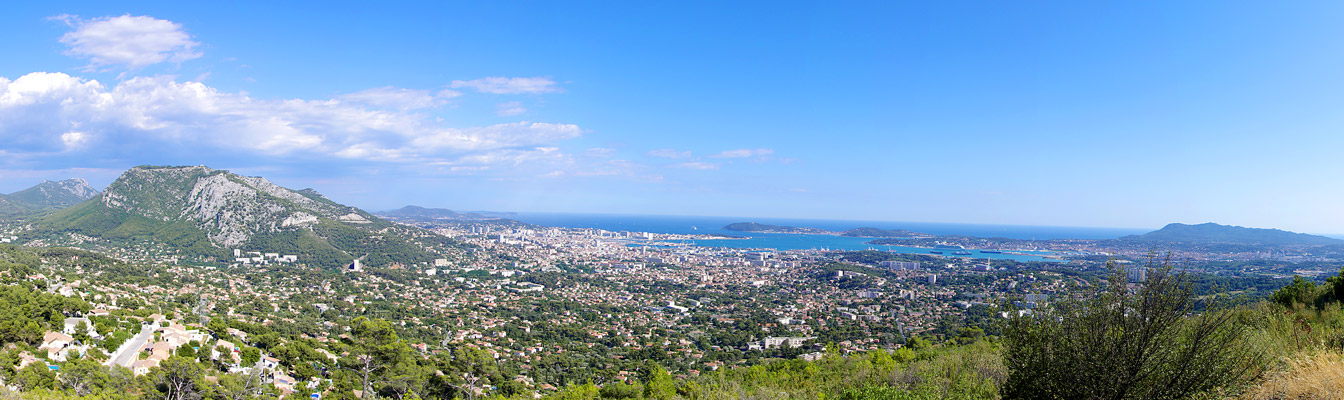
Vue générale depuis le Baou des Quatre Oures.

### Nord-Ouest
- en venant de Valbertrand, on passe devant la piscine des Pins d'Alep et le quartier du même nom, est résidentiel, qui comme son nom l'indique est bordé de pins. Puis, en montant vers le « Baou des Quatre Oures » ou le « rocher des Quatre-Vents » (sa traduction), on arrive dans le quartier des Quatre Chemins des Routes, au nord de la commerçante place Bouzigues. En redescendant vers le boulevard Commandant-Nicolas qui mène vers la Rivière-Couverte, on traverse le quartier des Routes qui abrite notamment la poste de Toulon-Ouest ;
- côté Mont Faron, les hameaux des Moulins et de l'Ubac succèdent aux cités du Jonquet, de La Baume et du Guynemer[13].

### Nord
- Au-dessus du boulevard Tessé qui longe la gare, on retrouve les quartiers de Siblas et Val Fleury, et ceux de Claret et des Lices (avec l'ancienne cité ouvrière Montéty). Les Ilôts Claret forment une cité HLM entre la Bourse du Travail, où se réunissent les syndicats, et la voie ferrée.
- Plus en hauteur,les quartiers du Super Toulon (proche du téléphérique de Toulon) et des Mas du Faron. Juste en dessous se trouvent les quartiers du Fort Blanc (où se trouve la cité Genin) et de Fort Rouge.
- A l'ouest de l'avenue des Dardanelles, se trouvent les quartiers commerçants de Saint-Roch et de Barbès. Situés entre Barbès et le pont du Las, le Temple et Rodeilhac sont d'autres quartiers plus résidentiels.
- La Loubière, Vert Coteau et les Darboussèdes sont d'autres quartiers situés à l'est de Toulon, sur les pentes du mont Faron.

### Est

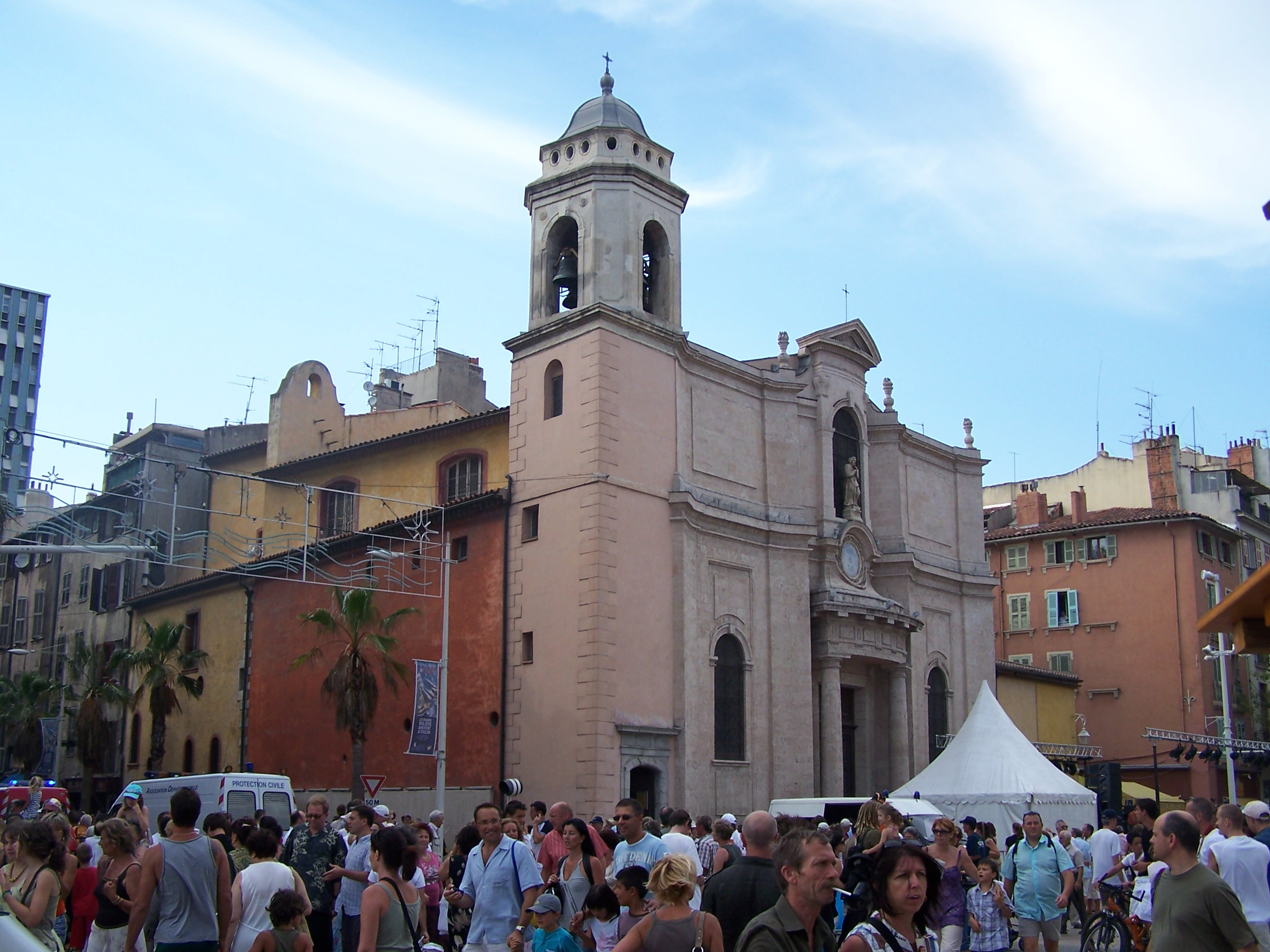
Place Louis-Blanc, avec l'église Saint-François-de-Paule.

- Brunet, situé dans le prolongement de Saint-Jean-du-Var, qui accueillait l'hôpital civil de Font-Pré ;
- passé l'ancien hôpital civil se trouvent les quartiers résidentiels de la Pivotte, Krantz, Beaulieu. En continuant vers La Valette-du-Var, au débouché de la corniche du Faron, rond-point du Dr. Guy-Jean Scarrone, l'avenue des Terres-Rouges mène aux quartiers de la Canaillette et aux Terres-Rouges. Ces quartiers font partie du Comité d'intérêt local (CIL) de Toulon Nord-Est . On y retrouve la résidence très dégradée, Sainte-Marie.
- Sainte-Musse, un quartier industriel, commercial et résidentiel populaire. Ce quartier desservi par l'autoroute A57, abrite depuis novembre 2011, le nouvel hôpital Sainte-Musse, inauguré en présence du Premier ministre François Fillon et du ministre de la Santé Xavier Bertrand[14]. On y retrouve les cités les plus pauvres de Toulon : les Œillets et la Poncette ainsi que la copropriété très dégradée, la Grande Plaine. Le quartier prioritaire réunit 2 000 habitants pour un taux de pauvreté de 63 %[15].
- le cap Brun, quartier de grandes propriétés et de résidences haut de gamme[16] ;
- Aguillon, le Petit Bois, la Barre, la Palasse la Serinette et les Ameniers sont des quartiers résidentiels situés entre l'autoroute A57 et le cap Brun. On y retrouve la cité HLM de la Closerie.

### Note
- Cet article est partiellement ou en totalité issu de l'article intitulé « Toulon » (voir la liste des auteurs).

1. ↑  L'hôtel des Arts.
2. ↑  Zeliha Chaffin, « Toulon : un laboratoire pour la rénovation des centres-villes français », sur Capital.fr, 7 août 2018 (consulté le 28 septembre 2019)
3. ↑  Voir l'étude de « Toulon @ Venir » sur la rénovation du centre ancien de Toulon.
4. ↑  Voir l'étude du cabinet indépendant « Espacité » sur la rénovation du centre ancien de Toulon.
5. ↑  « Toulon », sur www.net-provence.com (consulté le 28 septembre 2019)
6. ↑  « L'Opéra de Toulon fête ses 150 ans en musique », sur France 3 Provence-Alpes-Côte d'Azur (consulté le 28 septembre 2019)
7. ↑  « Le village du Mourillon, cité balnéaire », sur Métropole Toulon Provence Méditerranée, 25 janvier 2013 (consulté le 28 septembre 2019)
8. ↑  « PSS / Quartier : ZUP de la Rode », sur www.pss-archi.eu (consulté le 28 septembre 2019)
9. 1 2  « Des bons plans à Pont-du-Las et Saint-Jean-du-Var », sur LExpress.fr, 27 août 2009 (consulté le 28 septembre 2019)
10. ↑  « « Pélé des cités », les quartiers populaires ont aussi leur place à Paray-le-Monial », Quotidien,‎ 5 août 2019 (ISSN 0242-6056, lire en ligne, consulté le 28 septembre 2019)
11. ↑  « Quartier Prioritaire La Beaucaire - Quartier prioritaire de la politique de la ville de la commune: Toulon - SIG Politique de la Ville », sur sig.ville.gouv.fr (consulté le 28 septembre 2019)
12. ↑  Quartier Prioritaire 2024 : Pontcarral sur sig.ville.gouv.fr
13. ↑  « Quartier Prioritaire Le Jonquet- La Baume- Le Guynemer - Quartier prioritaire de la politique de la ville de la commune: Toulon - SIG Politique de la Ville », sur sig.ville.gouv.fr (consulté le 22 juin 2020)
14. ↑  « Page introuvable », sur Site Internet du/de la CH Toulon (consulté le 2 octobre 2020).
15. ↑  Quartier Prioritaire 2024 : Sainte Musse sur sig.ville.gouv.fr
16. ↑  « Les quartiers chics », sur LExpress.fr, 6 décembre 2001 (consulté le 28 septembre 2019)